# Garza (Santiago del Estero)
Garza est une ville et le chef-lieu du département de Sarmiento, dans la province de Santiago del Estero en Argentine.